# Armistici de Mudros
L'armistici de Mudros es va signar entre l'Imperi Otomà i els Aliats de la Primera Guerra Mundial.
Fou signat al port de Mudros (grec: Μούδρος, a l'illa de Lemnos; Mondros en turc) el 30 d'octubre de 1918 i posava fi a la guerra i obligava als otomans a abandonar tot l'Imperi menys Anatòlia, rendint totes les seves guarnicions a Hedjaz, el Iemen, Síria, Mesopotàmia, Tripolitana i Cirenaica; els aliats ocuparien la zona dels Estrets dels Dardanels i el Bòsfor, Batum i els túnels dels Monts Taurus, i es reconeixia el dret a ocupar sis províncies de població armènia al nord-est d'Anatòlia, en cas de desordres, així com qualsevol punt estratègic convenient a la seguretat dels Aliats. L'exèrcit turc quedava desmobilitzat.
Al Caucas havien de retirar-se a les línies anteriors a la guerra amb el qual perdien les possessions que havien ocupat directament o per mitjà de governs interposats però sota el seu control, és a dir les regions d'Adjària (Batum), Akhaltsikhé, Kars, Ardahan, i l'Azerbaidjan.
El projecte de tractat de pau de Sevres (1920) amb la creació del Kurdistan i de la Gran Armènia encara van disminuir sensiblement els territoris turcs, però aquest tractat mai va ser ratificat.